# Ichthuskerk (Amersfoort)
De Ichthuskerk is een kerkgebouw aan de Grote Haag 154 te Amersfoort.
Het gebouw is in 1967 in gebruik genomen als Christelijk Gereformeerde kerk. Architecten waren G. Pothoven en H.A. Pothoven.
De kerk is een hoog, bakstenen gebouw met kleine vensters en een smalle, vierkante, vlakopgaande bakstenen toren voorzien van klokken en getooid met een spits die een vis toont. Deze toren is voorzien van speklagen.
Het interieur van deze zaalkerk is sober. Opvallend is het zwartstenen doopvont, en het orgel.